# TV朝鮮3
TV朝鮮3是TV朝鮮的子公司旗下的綜藝電視频道。

## 历史
- 2021年4月1日開播。[1]